# Іваниця Ірина Анатоліївна
Ірина Анатоліївна Іваниця (нар. 1959) — українська радянська діячка, оператор по відгодівлі великої рогатої худоби колгоспу імені Ілліча Шишацького району Полтавської області. Депутат Верховної Ради УРСР 11-го скликання.

## Біографія
Освіта середня.
З 1974 року — робітниця Полтавської бавовнопрядильної фабрики. 
З 1979 року — оператор по відгодівлі великої рогатої худоби колгоспу імені Ілліча Шишацького району Полтавської області.

## Нагороди
- ордени
- медалі